# Fixpunkttheorie
Die Fixpunkttheorie beschäftigt sich unter anderem mit der Existenz und der Bestimmung von Fixpunkten. Dabei gilt: Sei {\displaystyle X} eine Menge und {\displaystyle A\colon X\to X} eine Abbildung. Dann heißt ein Punkt {\displaystyle x\in X} Fixpunkt der Abbildung {\displaystyle A}, falls er die Gleichung {\displaystyle Ax=x} erfüllt.
Die  Entwicklung der Fixpunkttheorie begann in den frühen Tagen der Topologie mit den Arbeiten von Poincaré, Lefschetz, Hopf, Leray und Schauder. Die Fixpunkttheorie berührt beispielsweise Probleme der Analysis und Funktionalanalysis, der Numerischen Mathematik, der Differentialgeometrie, der Gruppentheorie, der Logik und der Topologie. Fixpunkktsätze treffen Aussagen über die Existenz von Fixpunkten einer Abbildung bzw. darüber, wie die Fixpunkte bestimmt werden können.
Fixpunkte spielen in vielen Teilen der Mathematik und Informatik eine herausragende Rolle. Beispielsweise lassen sich viele Algorithmen als Berechnungen von speziellen Fixpunkten auffassen. Auch bei der formalen Definition der Semantik von Programmiersprachen spielen Fixpunkte eine zentrale Rolle, da beispielsweise die Semantik einer Schleife mittels einer speziellen Fixpunktbildung erklärt werden kann.
Felix Browder sagte, „Die Fixpunkttheorie ist eines der mächtigsten Werkzeuge der modernen Mathematik“. Der Fixpunktsatz von Banach, der Fixpunktsatz von Browder-Göhde-Kirk, der Fixpunktsatz von Krasnoselski und der Fixpunktsatz von Schauder sind zentrale Sätze der Fixpunkttheorie. Aus diesen Sätzen und ihren Verallgemeinerungen ergeben sich zentrale Aussagen der nichtlinearen Funktionalanalysis. Das  Journal of Fixed Point Theory and Applications widmet sich schwerpunktmäßig dem breiten Feld mathematischer Forschung auf dem Gebiet der Fixpunkttheorie und ihrer Anwendungen.